# Audi A3 8P
| Sterne im Euro-NCAP-Crashtest | 4 Sterne |

Der Audi A3 (interne Typbezeichnung „8P“) ist die zweite Baureihe des Kompaktklassefahrzeugs Audi A3. Er war nach dem VW Touran I das zweite Fahrzeug innerhalb des VW-Konzerns, das auf der A-Plattform des Golf V (interner Code PQ35) aufbaute. Die offizielle Präsentation der dreitürigen Variante fand auf dem Genfer Auto-Salon 2003 statt, die des fünftürigen A3 Sportback im Jahr 2004 auf dem Norisring im Rahmen des dort ausgetragenen DTM-Rennens.
Optisch blieb der 8P der Silhouette seines Vorgängers weitgehend treu, geriet dabei jedoch kantiger und nahm – bis zum ersten Facelift im Frühsommer 2005 – als letzte Modellreihe den Audi-Doubleframe-Kühlergrill als zentrales Designelement der Fahrzeugfront auf.
Produziert wurden der A3 sowie der S3 im Stammwerk Ingolstadt. Eine kleine Charge wurde von 2009 bis 2010 im Werk Brüssel endmontiert. Sie diente als Übergangsmodell, bis dort ab Mitte 2010 der Audi A1 8X vom Band lief. Die Karosserien des A3 Cabrio und des RS3 Sportback wurden in Ingolstadt gefertigt und lackiert sowie in Győr bei Audi Hungaria Motor Kft. endmontiert.

## Veränderungen gegenüber dem Vorgänger
- neue Motoren (1.6 FSI, 2.0 FSI, 3.2 und 2.0 TDI, später auch 1.2 TFSI, 1.4 TFSI, 1.8 TFSI, 2.0 TFSI und 1.6 TDI) TFSI mit 6-Gang oder Doppelkupplungsgetriebe (S tronic), TDI mit 5-Gang oder Doppelkupplungsgetriebe (S tronic) beim 1.6 TDI alle anderen TDI mit 6-Gang oder Doppelkupplungsgetriebe (S tronic).
- Direktschaltgetriebe DSG erhältlich, ab Modelljahr 2006 bei Audi S tronic genannt beim 3.2 V6 seit Beginn.
- diverse technische Verbesserungen wie elektromechanische Lenkung, Einzelradaufhängung an Hinterachse, Zwei-Zonen-Komfortklimaautomatik

## Karosserievarianten
Der Audi A3 8P war wie sein Vorgänger 8L als Dreitürer (8P) und als Fünftürer (8PA) erhältlich. Die fünftürige Variante, deren Produktion etwa anderthalb Jahre nach dem Dreitürer begann, wurde unter der Bezeichnung A3 Sportback geführt, welche sich gegenüber dem Dreitürer hauptsächlich durch geänderte Heckleuchten und die um 72 mm längere Karosserie unterschied.
Der Verkauf des A3 Cabriolet startete in Deutschland ab Mitte Januar 2008. Fünf Motorenvarianten standen zur Verfügung, darunter drei Ottomotoren mit 75 kW (102 PS), 118 kW (160 PS) und 147 kW (200 PS) sowie zwei Dieselmotoren mit 77 und 103 kW (105 bzw. 140 PS).
Entgegen dem allgemeinen Trend setzte Audi – wie auch beim A4 Cabriolet – auf ein klassisches Stoffverdeck statt einem klappbaren Blechdach.

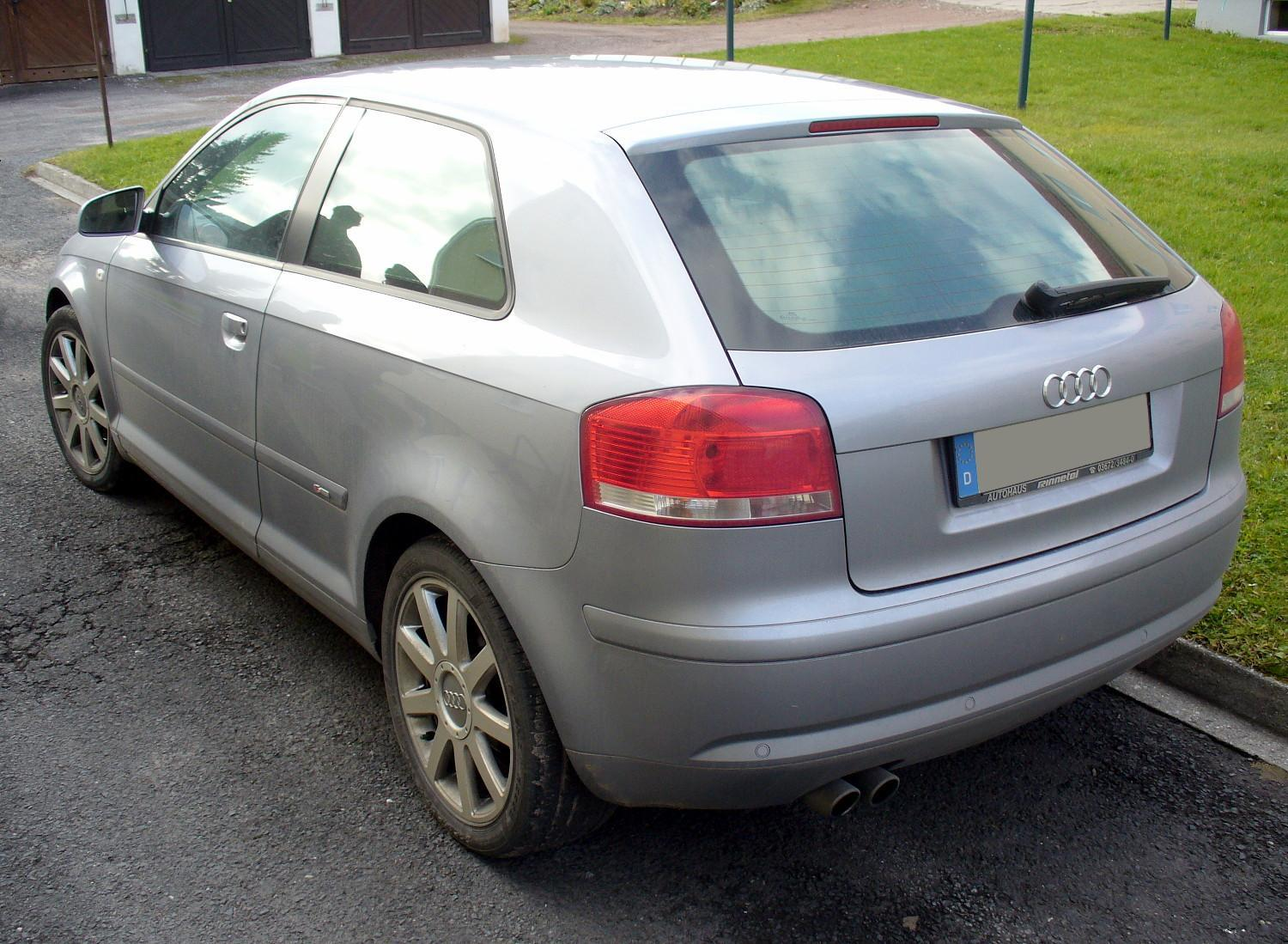
Heckansicht
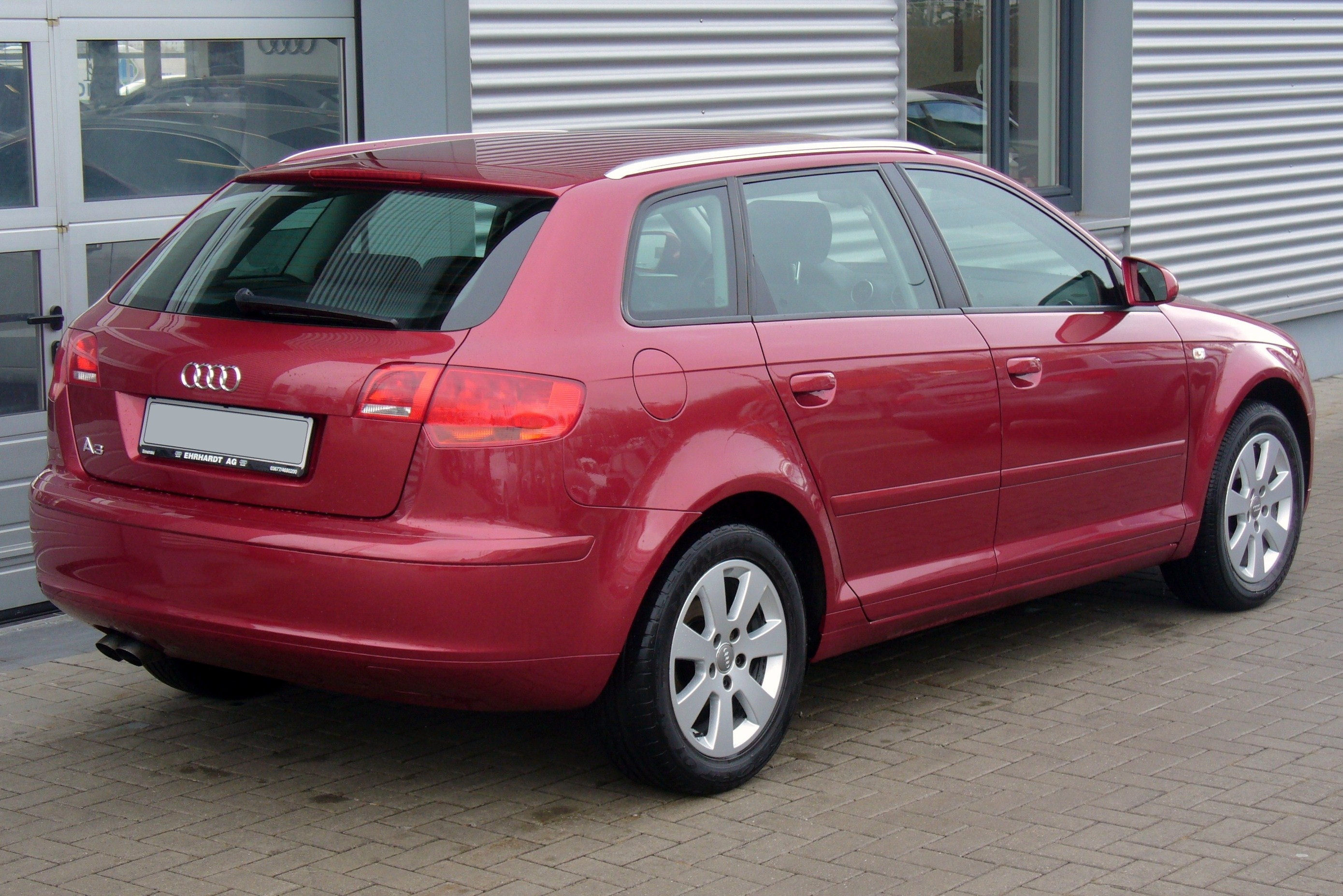
Audi A3 Sportback (2004–2012)
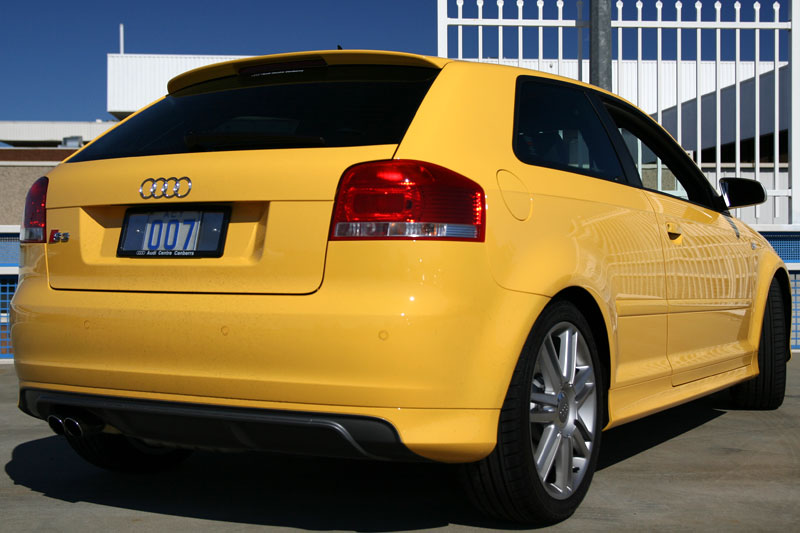
Audi S3 (2006–2008)
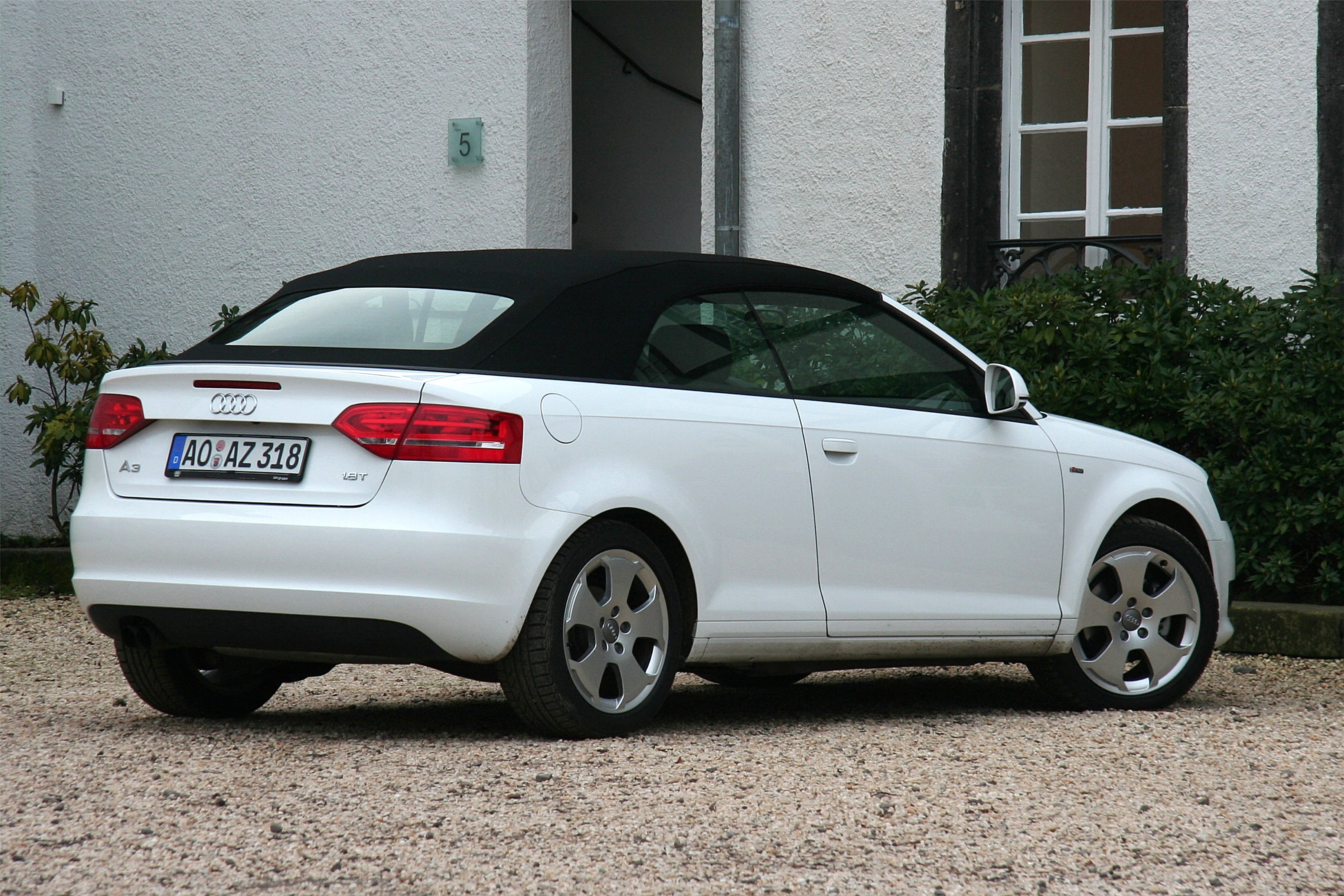
Audi A3 Cabriolet (2008–2013)
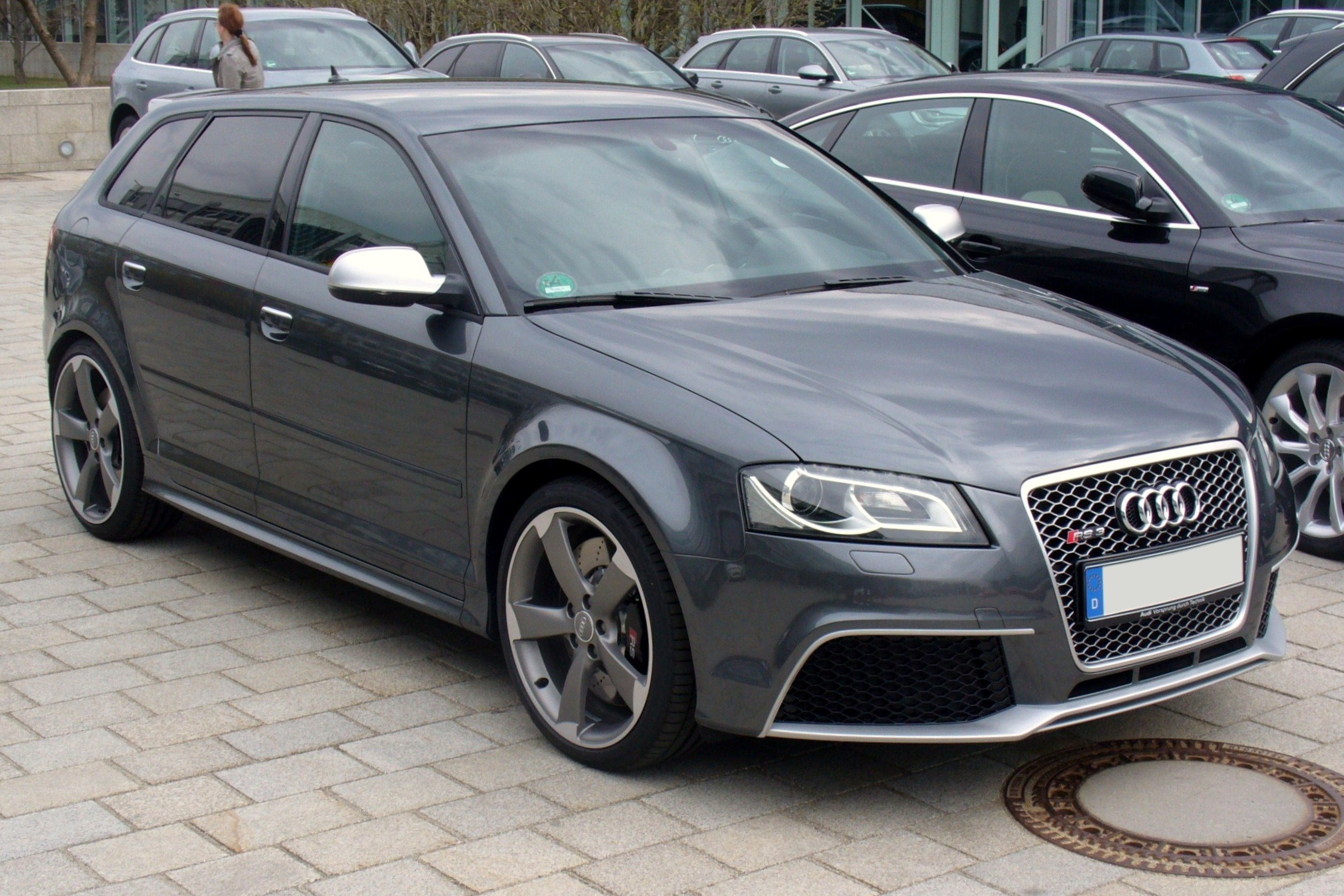
Audi RS3 (2011–2012)

## Bauzeit
- Dreitürer (8P): März 2003 bis Mai 2012
- Fünftürer (Sportback, 8PA): September 2004 bis Oktober 2012
- Cabriolet: Januar 2008 bis März 2013[8]

## Antrieb
Der Audi A3 8P ist serienmäßig mit Frontantrieb ausgestattet. Die Modelle mit Vierradantrieb (Quattro-Antrieb) verfügen über eine elektronisch gesteuerte Lamellenkupplung (Haldex-Kupplung), die durch ihre variable Sperrwirkung ein Durchdrehen der Vorderräder verringert, indem Kraft bei Bedarf auf die Hinterräder geleitet wird. Bei der Motorisierung mit dem 3,2-l-Motor und bei den Modellvarianten S3 und RS3 ist der Allradantrieb serienmäßig. Bei der vom Werk eingestellten Steuerung der Haldex-Kupplung werden nur bei mangelnder Traktion der Vorderräder mehr als zehn Prozent des Drehmoments auf die Hinterräder übertragen. Tuner können diese Charakteristik verändern.

## Technische Daten

### Ottomotoren
|                                            | 1.2 TFSI              | 1.4 TFSI              | 1.6                   | 1.6 FSI (1)              | 1.8 TFSI                       | 2.0 FSI (1)                                    | 2.0 TFSI                                       | 2.0 TFSI (S3) (1)                              | 2.5 TFSI (RS3) (2)         | 3.2 (1)               |
| ------------------------------------------ | --------------------- | --------------------- | --------------------- | ------------------------ | ------------------------------ | ---------------------------------------------- | ---------------------------------------------- | ---------------------------------------------- | -------------------------- | --------------------- |
| Bestellzeitraum                            | 11/2009–03/2013       | 08/2007–03/2013       | 03/2003–04/2010       | 07/2003–08/2007          | 01/2007–03/2013                | 03/2003–11/2006                                | 07/2004–03/2013                                | 08/2006–10/2012                                | 03/2011–10/2012            | 09/2003–05/2009       |
| Motorbaureihe                              | VW EA111              | VW EA111              | VW EA113              | VW EA111                 | VW EA888                       | VW EA113, (VW EA888)                           | VW EA113, (VW EA888)                           | VW EA113, (VW EA888)                           | VW EA855                   | VW EA390              |
| Motorkennbuchstaben                        | CBZB                  | CAXC                  | BGU, BSE, BSF, CCSA   | BAG, BLF, BLP            | BYT, BZB, CDAA                 | AXW, BLR, BLX, BVY                             | AXX, BPY, BWA, (CAWB, CCZA)                    | BHZ, CDLA                                      | CEPA                       | BDB, BMJ, BUB         |
| Motorbauform                               | Reihe                 | Reihe                 | Reihe                 | Reihe                    | Reihe                          | Reihe                                          | Reihe                                          | Reihe                                          | Reihe                      | VR                    |
| Motoraufladung                             | Turbolader            | Turbolader            | —                     | —                        | Turbolader                     | —                                              | Turbolader                                     | Turbolader                                     | Turbolader                 | —                     |
| Gemischaufbereitung                        | Direkteinspritzung    | Direkteinspritzung    | Saugrohreinspritzung  | Direkteinspritzung       | Direkteinspritzung             | Direkteinspritzung                             | Direkteinspritzung                             | Direkteinspritzung                             | Direkteinspritzung         | Saugrohreinspritzung  |
| Zylinder/Ventile                           | 4/8                   | 4/16                  | 4/8                   | 4/16                     | 4/16                           | 4/16                                           | 4/16                                           | 4/16                                           | 5/20                       | 6/24                  |
| Nockenwellenantrieb                        | Steuerkette           | Steuerkette           | Zahnriemen            | Steuerkette              | Steuerkette                    | Zahnriemen und Steuerkette (EA888 Steuerkette) | Zahnriemen und Steuerkette (EA888 Steuerkette) | Zahnriemen und Steuerkette (EA888 Steuerkette) | Steuerkette                | Steuerkette           |
| Hubraum                                    | 1197 cm³              | 1390 cm³              | 1595 cm³              | 1598 cm³                 | 1798 cm³                       | 1984 cm³                                       | 1984 cm³                                       | 1984 cm³                                       | 2480 cm³                   | 3189 cm³              |
| max. Leistung bei min−1                    | 77 kW (105 PS)/ 5000  | 92 kW (125 PS)/ 5000  | 75 kW (102 PS)/ 5600  | 85 kW (115 PS)/ 6000     | 118 kW (160 PS)/ 4500–6200 (3) | 110 kW (150 PS)/ 6000                          | 147 kW (200 PS)/ 5100–6000                     | 195 kW (265 PS)/ 6000                          | 250 kW (340 PS)/ 5400–6500 | 184 kW (250 PS)/ 6300 |
| max. Drehmoment bei min−1                  | 175 Nm/ 1500–3500 (4) | 200 Nm/ 1500–4000     | 148 Nm/ 3800          | 155 Nm/ 4000             | 250 Nm/ 1500–4200              | 200 Nm/ 3500                                   | 280 Nm/ 1700–5000 (5)                          | 350 Nm/ 2500–5000                              | 450 Nm/ 1600–5300          | 320 Nm/ 2500–3000     |
| Antriebsart, Serie                         | Vorderradantrieb      | Vorderradantrieb      | Vorderradantrieb      | Vorderradantrieb         | Vorderradantrieb               | Vorderradantrieb                               | Vorderradantrieb                               | Allradantrieb                                  | Allradantrieb              | Allradantrieb         |
| Antriebsart, Option                        | —                     | —                     | —                     | —                        | Allradantrieb                  | —                                              | Allradantrieb                                  | —                                              | —                          | —                     |
| Getriebeart, Serie                         | 6-Gang-Schaltgetriebe | 6-Gang-Schaltgetriebe | 5-Gang-Schaltgetriebe | 6-Gang-Schaltgetriebe    | 6-Gang-Schaltgetriebe          | 6-Gang-Schaltgetriebe                          | 6-Gang-Schaltgetriebe                          | 6-Gang-Schaltgetriebe                          | 7-Gang-S tronic            | 6-Gang-Schaltgetriebe |
| Getriebeart, Option                        | 7-Gang-S tronic       | 7-Gang-S tronic       | 6-Gang-tiptronic      | —                        | 7-Gang-S tronic (6)            | 6-Gang-tiptronic                               | 6-Gang-S tronic                                | 6-Gang-S tronic                                | —                          | 6-Gang-S tronic       |
| Leergewicht                                | 1280–1435 kg          | 1320–1485 kg          | 1260–1405 kg          | 1300–1340 kg             | 1355–1525 kg                   | 1350–1420 kg                                   | 1395–1560 kg                                   | 1530–1590 kg                                   | 1650 kg                    | 1570–1640 kg          |
| maximale Zuladung                          | 500–560 kg            | 500–560 kg            | 500–560 kg            | 560 kg                   | 500–560 kg                     | 560 kg                                         | 500–560 kg                                     | 560 kg                                         | 560 kg                     | 560 kg                |
| Beschleunigung, 0–100 km/h                 | 10,8–12,2 s           | 9,3–10,7 s            | 11,7–12,9 s           | 10,9–11,1 s              | 7,5–8,2 s                      | 8,9–9,7 s                                      | 6,6–7,4 s                                      | 5,5–5,8 s                                      | 4,6 s                      | 6,1–6,5 s             |
| Höchstgeschwindigkeit                      | 190–192 km/h          | 200–203 km/h          | 183–185 km/h          | 196 km/h                 | 220–222 km/h                   | 209–214 km/h                                   | 234–238 km/h                                   | 250 km/h (7)                                   | 250 km/h (7)               | 250 km/h (7)          |
| Kraftstoffverbrauch auf 100 km, kombiniert | 5,3–5,7 l Super       | 5,3–6,5 l Super       | 6,7–8,0 l Super       | 6,5–6,8 l Super Plus (8) | 6,5–8,8 l Super                | 6,9–8,2 l Super Plus (8)                       | 7,1–9,0 l Super Plus                           | 8,3–9,1 l Super Plus                           | 9,1 l Super Plus           | 9,4–10,8 l Super Plus |
| CO2-Emission                               | 123–132 g/km          | 124–154 g/km          | 159–192 g/km          | 156–163 g/km             | 149–179 g/km                   | 166–197 g/km                                   | 164–216 g/km                                   | 193–217 g/km                                   | 212 g/km                   | 224–259 g/km          |
| Abgasnorm                                  | Euro 5                | Euro 5                | Euro 4                | Euro 4                   | Euro 5                         | Euro 4                                         | Euro 5                                         | Euro 5                                         | Euro 5                     | Euro 4                |

### Dieselmotoren
|                                            | 1.6 TDI (1)              | 1.6 TDI                  | 1.9 TDI                 | 2.0 TDI (1)              | 2.0 TDI (1)              | 2.0 TDI (1)              | 2.0 TDI                  | 2.0 TDI (1)              |        |
| ------------------------------------------ | ------------------------ | ------------------------ | ----------------------- | ------------------------ | ------------------------ | ------------------------ | ------------------------ | ------------------------ | ------ |
| Bestellzeitraum                            | 05/2009–10/2012          | 06/2009–03/2013          | 05/2003–10/2009         | 03/2003–03/2006          | 04/2005–04/2008          | 03/2006–04/2008          | 04/2008–03/2013          | 04/2008–10/2012          |        |
| Motorbaureihe                              | VW EA189                 | VW EA189                 | VW EA188                | VW EA188                 | VW EA188                 | VW EA188                 | VW EA189                 | VW EA189                 |        |
| Motorkennbuchstaben                        | CAYB                     | CAYC                     | BJB, BKC, BXE, BLS      | BKD                      | BMM                      | BMN, BKQ, BUY            | CBAB, CFFB               | CBBB, CFGB               |        |
| Motortyp                                   | Reihenbauart             | Reihenbauart             | Reihenbauart            | Reihenbauart             | Reihenbauart             | Reihenbauart             | Reihenbauart             | Reihenbauart             |        |
| Motoraufladung                             | Turbolader               | Turbolader               | Turbolader              | Turbolader               | Turbolader               | Turbolader               | Turbolader               | Turbolader               |        |
| Gemischaufbereitung                        | Common-Rail-Einspritzung | Common-Rail-Einspritzung | Pumpe-Düse-Einspritzung | Pumpe-Düse-Einspritzung  | Pumpe-Düse-Einspritzung  | Pumpe-Düse-Einspritzung  | Common-Rail-Einspritzung | Common-Rail-Einspritzung |        |
| Zylinder/Ventile                           | 4/16                     | 4/16                     | 4/8                     | 4/16                     | 4/8                      | 4/16                     | 4/16                     | 4/16                     |        |
| Hubraum                                    | 1598 cm³                 | 1598 cm³                 | 1896 cm³                | 1968 cm³                 | 1968 cm³                 | 1968 cm³                 | 1968 cm³                 | 1968 cm³                 |        |
| max. Leistung bei min−1                    | 66 kW (90 PS)/4200       | 77 kW (105 PS)/4400      | 77 kW (105 PS)/4000     | 103 kW (2) (140 PS)/4000 | 103 kW (2) (140 PS)/4000 | 125 kW (3) (170 PS)/4200 | 103 kW (2) (140 PS)/4200 | 125 kW (3) (170 PS)/4200 |        |
| max. Drehmoment bei min−1                  | 230 Nm/1500–2500         | 250 Nm/1500–2500         | 250 Nm/1900             | 320 Nm/1750–2500         | 320 Nm/1750–2500         | 350 Nm/1750–2500         | 320 Nm/1750–2500         | 350 Nm/1750–2500         |        |
| Antriebsart, Serie                         | Vorderradantrieb         | Vorderradantrieb         | Vorderradantrieb        | Vorderradantrieb         | Vorderradantrieb         | Vorderradantrieb         | Vorderradantrieb         | Vorderradantrieb         |        |
| Antriebsart, Option                        | —                        | —                        | —                       | Allradantrieb            | Allradantrieb            | Allradantrieb            | Allradantrieb            | Allradantrieb            |        |
| Getriebeart, Serie                         | 5-Gang-Schaltgetriebe    | 5-Gang-Schaltgetriebe    | 5-Gang-Schaltgetriebe   | 6-Gang-Schaltgetriebe    | 6-Gang-Schaltgetriebe    | 6-Gang-Schaltgetriebe    | 6-Gang-Schaltgetriebe    | 6-Gang-Schaltgetriebe    |        |
| Getriebeart, Option                        | —                        | 7-Gang-S tronic          | 6-Gang-S tronic         | 6-Gang-S tronic          | 6-Gang-S tronic          | 6-Gang-S tronic          | 6-Gang-S tronic          | 6-Gang-S tronic          |        |
| Leergewicht (EU)                           | 1355–1395 kg             | 1350–1505 kg             | 1355–1500 kg            | 1405–1545 kg             | 1405–1545 kg             | 1415–1555 kg             | 1395–1570 kg             | 1410–1540 kg             |        |
| maximale Zuladung                          | 560 kg                   | 500–560 kg               | 500–560 kg              | 560 kg                   | 560 kg                   | 560 kg                   | 500–560 kg               | 560 kg                   | 560 kg |
| Beschleunigung, 0–100 km/h                 | 12,9–13,3 s              | 11,4–12,2 s              | 11,1–11,7 s             | 9,0–9,7 s                | 9,0–9,7 s                | 7,8–8,3 s                | 8,9–9,6 s                | 7,7–8,1 s                |        |
| Höchstgeschwindigkeit                      | 180 km/h                 | 190–194 km/h             | 185–194 km/h            | 205–207 km/h             | 205–207 km/h             | 220–222 km/h             | 207–210 km/h             | 222–224 km/h             |        |
| Kraftstoffverbrauch auf 100 km, kombiniert | 4,4–4,5 l Diesel         | 3,8–4,3 l Diesel         | 4,5–5,9 l Diesel        | 5,5–6,0 l Diesel         | 5,5–6,0 l Diesel         | 5,7–6,4 l Diesel         | 4,4–5,6 l Diesel         | 4,7–5,7 l Diesel         |        |
| CO2-Emission                               | 114–119 g/km             | 99–114 g/km              | 119–156 g/km            | 148–161 g/km             | 148–162 g/km             | 151–173 g/km             | 115–148 g/km             | 123–149 g/km             |        |
| Abgasnorm                                  | Euro 5                   | Euro 5                   | Euro 4                  | Euro 4                   | Euro 4                   | Euro 4                   | Euro 4/Euro 5            | Euro 4/Euro 5            |        |
| Abgasreinigung                             | Rußpartikelfilter        | Rußpartikelfilter        | Rußpartikelfilter (4)   | —                        | Rußpartikelfilter        | Rußpartikelfilter        | Rußpartikelfilter        | Rußpartikelfilter        |        |

## Modellvarianten
- Audi S3
- Audi RS3

## Modellpflege

### Allgemein
- Juni 2005: S line Exterieurpaket bestellbar (Stoßfänger vorn und hinten in sportlich markantem Design, Kühlergrill in S-line-Optik, S-line-Schriftzüge im Kühlergrill und auf den Seitenschutzleisten hinten, Einstiegsleisten mit S-line-Schriftzug, S-line-Dachkantenspoiler, Nebelscheinwerfer, doppeltes Auspuffendrohr auch beim Modell 1.6)
- September 2005: Einführung Xenon-Plus (Bi-Xenon-Scheinwerfer mit Tagfahrlicht)
- Herbst 2006: Umstellung aller Radioanlagen auf Doppel-DIN-Format und Einführung eines CD-Radios mit MP3-Abspielfunktion.
- März 2007: Einführung des 1,9 TDI e. Durch Maßnahmen wie längere Übersetzung der Gänge 3 bis 5, Schaltanzeige im Kombiinstrument, geänderte Motorelektronik, diversen Aerodynamikmaßnahmen (z. B. Sportfahrwerk serienmäßig für geringeren Luftwiderstand) und Leichtlaufreifen wird der Kraftstoffverbrauch auf 4,5 l/100 km und der CO2-Ausstoß auf 119 g/km gesenkt.
- November 2007 (angekündigt): Einführung eines optionalen Adapters für die Freisprecheinrichtung mit Unterstützung des SIM Access Profiles.
- April 2008: Audi hat eine umfangreiche Modellpflege für beide Varianten vorgestellt.[11] Diese beinhaltet Veränderungen an Motorhaube, Kotflügel, Singleframe-Grill und den vorderen Stoßfängern. Die Scheinwerfer tragen neue Zierblenden. Tagfahrleuchten sind jetzt Serie und in die Scheinwerfer integriert – bei Bi-Xenon-Licht kommt ein LED-Tagfahrlicht zum Einsatz. Die seitlichen Blinker sind in den Seitenspiegel integriert, die Türgriffe wurden neu gestaltet. Am Heck fallen neue Stoßfänger, neu gezeichnete Rückleuchten und eine minimale Veränderung an der Heckklappe auf. Im Innenraum wurden der Lichtschalter, die Lüftungsdüsen und die Mittelkonsole mit einer Aluminiumoptik aufgewertet. Weiterhin erhielt das Kombiinstrument ein neues Design.
- Mai 2009: Der 3,2-Liter-VR6-Motor wurde ersatzlos aus dem Programm genommen.
- Sommer 2010:[12] Leichte Detailänderungen für Drei- sowie Fünftürer: neue Alufelgen verfügbar, in die Frontschürze eine Alustrebe integriert, Türgriffe mit Chromstreifen versehen, veränderte Form der Außenspiegel, Heckdiffusor mit leicht verändertem Design, Kombiinstrument jetzt grau hinterlegt

### Dreitürer (8P)
Beim Dreitürer wurde die Modellpflege im Juni 2005 mit Beginn des Modelljahres 2006 durchgeführt. Eindeutiges Erkennungsmerkmal ist der Singleframe-Kühlergrill und das Lenkrad im Singleframe-Design. Mit dem Facelift wurde unter anderem das Design dem A3 Sportback und somit auch dem konzerneinheitlichen Erscheinungsbild angepasst.
Im Frühjahr 2008 gab es ein erneutes Facelift, das u. a. serienmäßiges Tagfahrlicht beinhaltete. Im Sommer 2010 wurden weitere Detailverbesserungen durchgeführt, wie andere Aluräder oder eine in die Frontschürze integrierte Alustrebe.

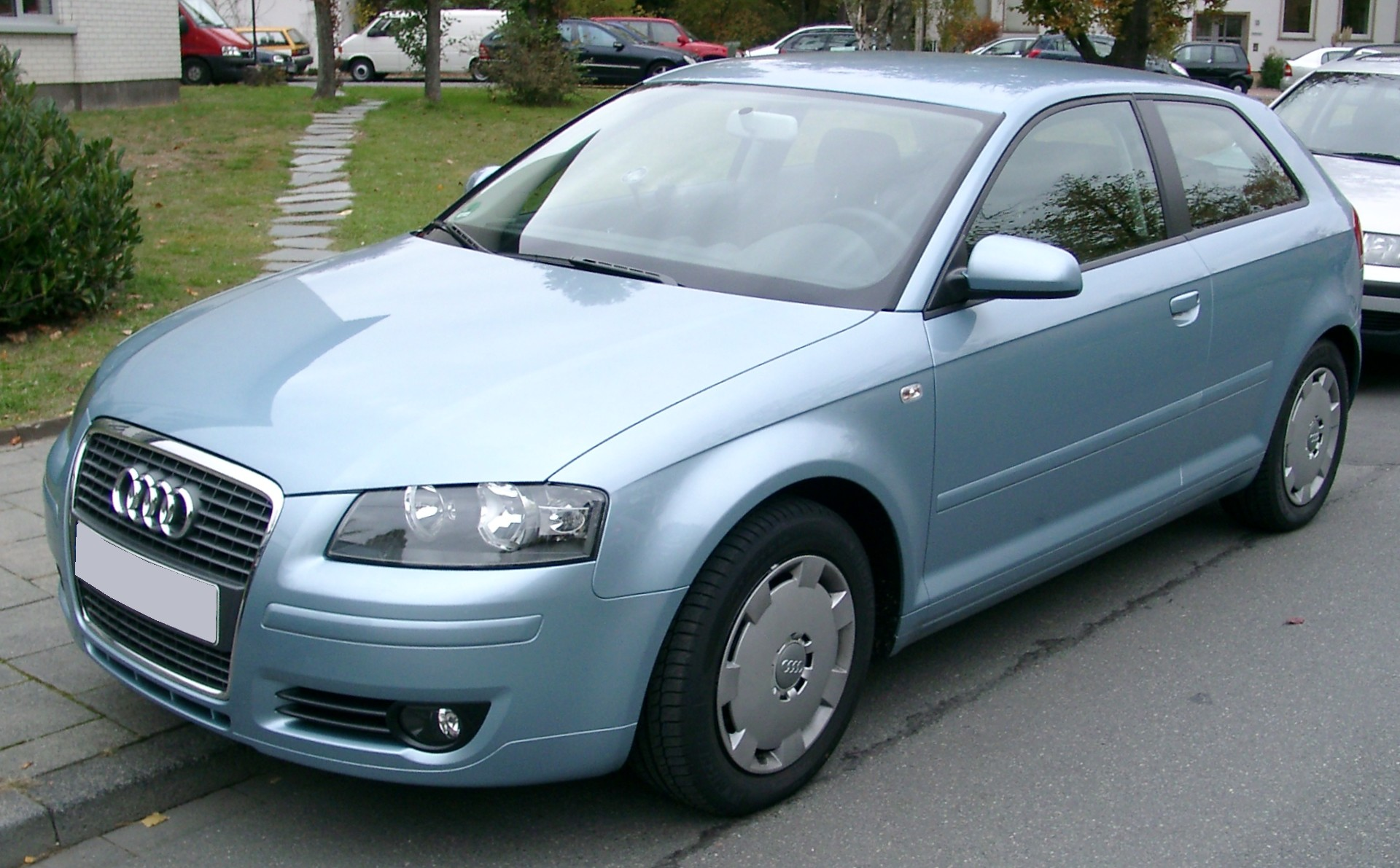
Audi A3 Dreitürer (2005–2008)
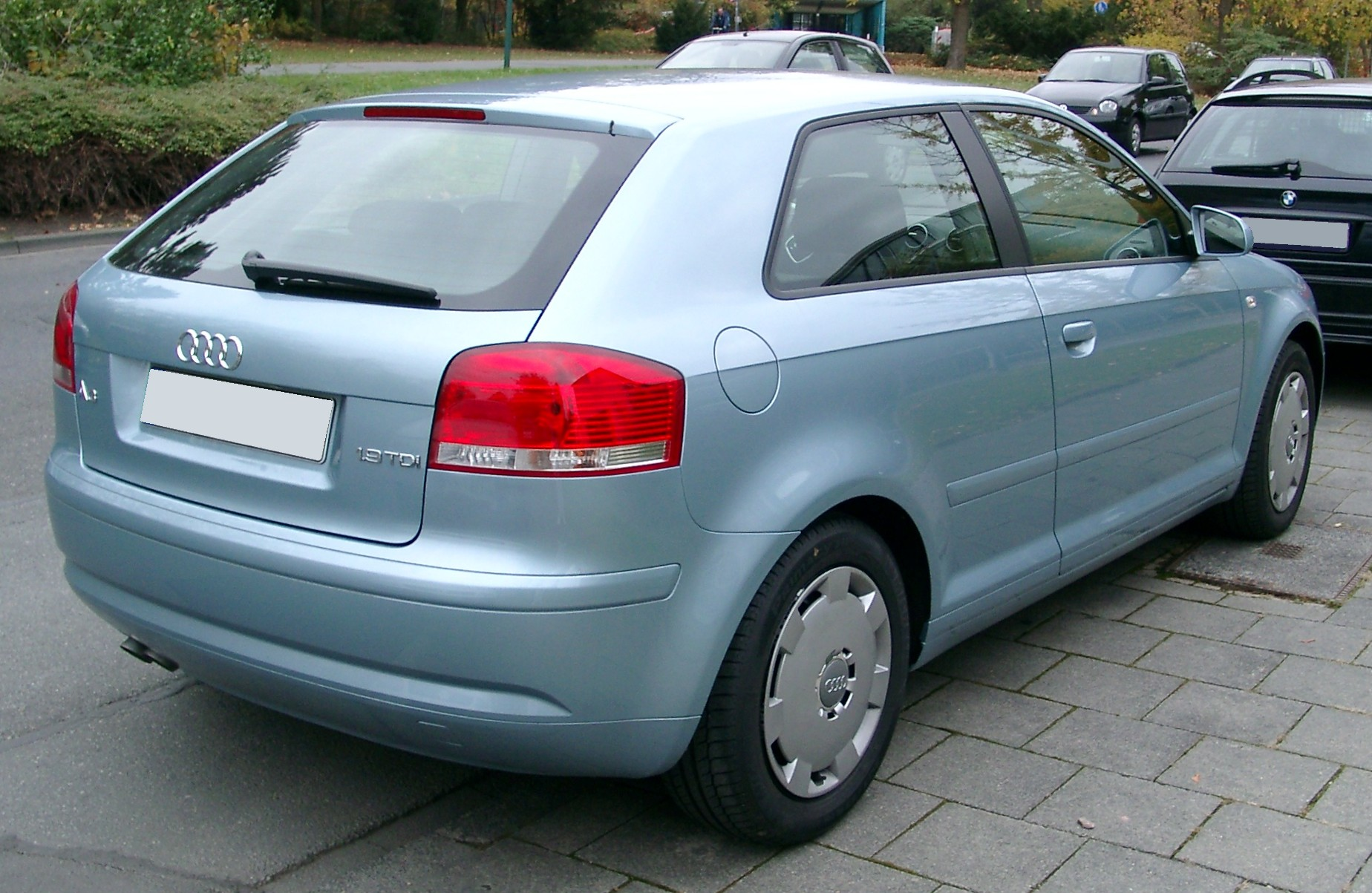
Heckansicht
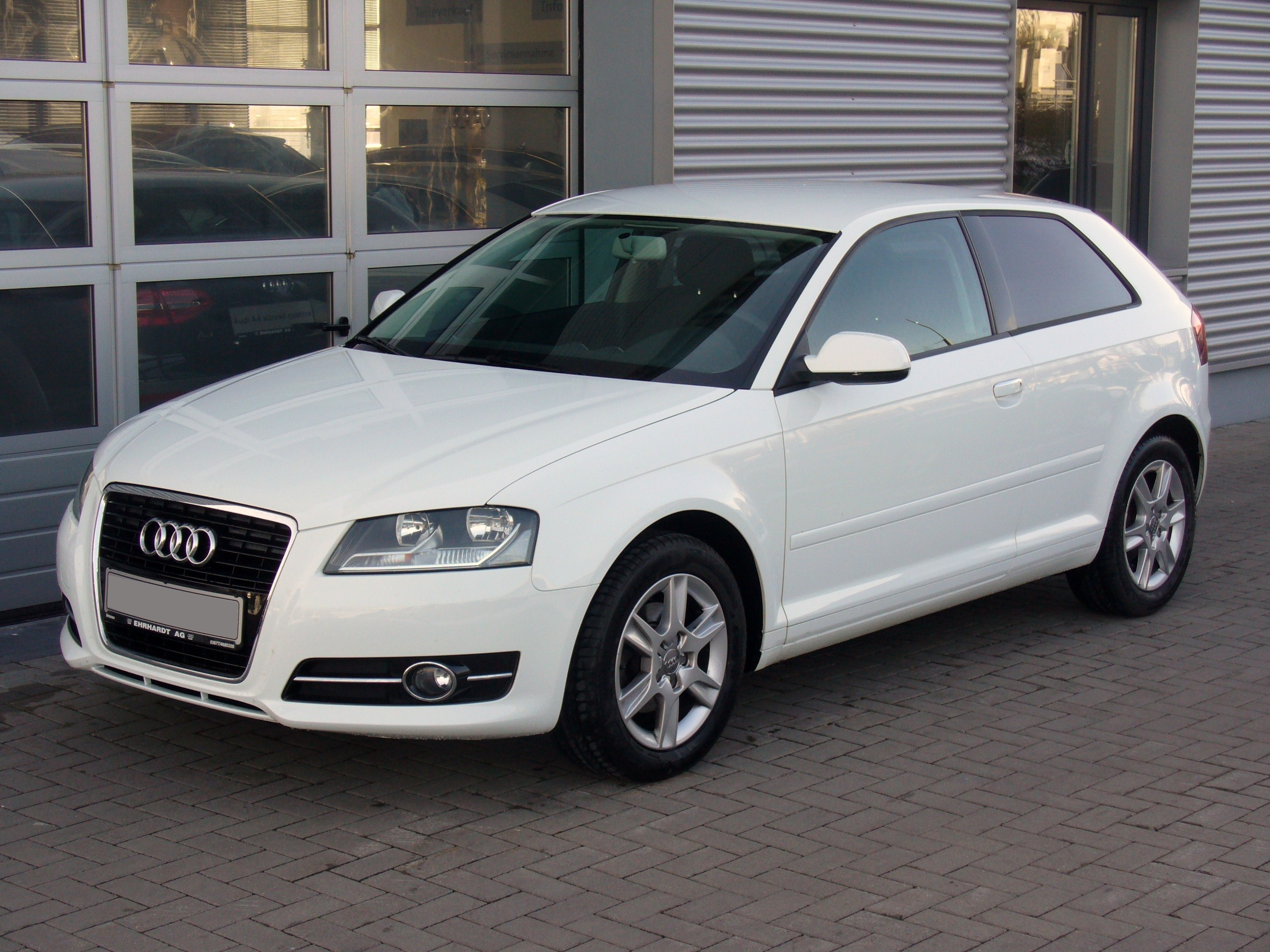
Audi A3 Dreitürer (2010–2012)
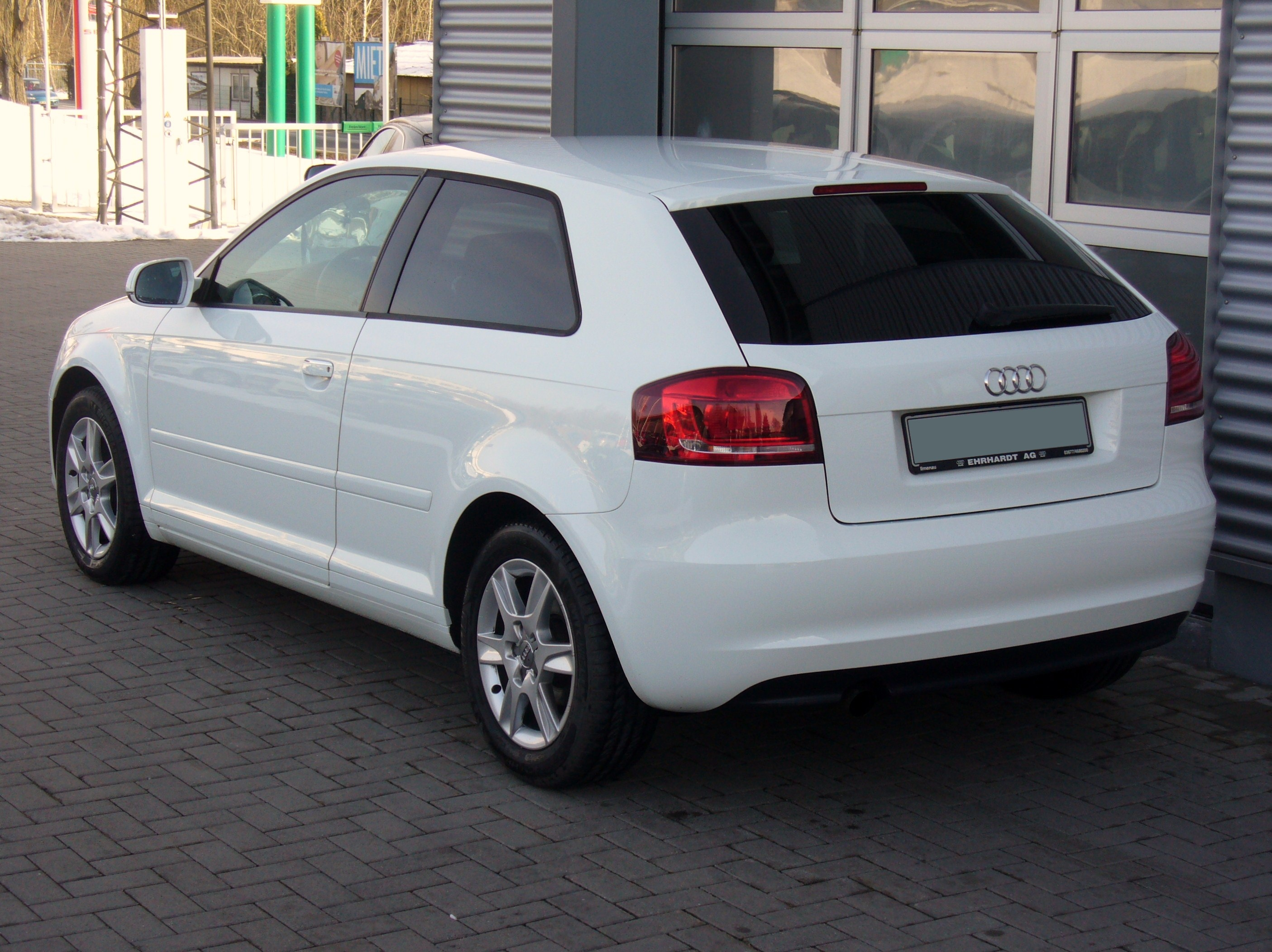
Heckansicht

### Fünftürer (8PA)
Der Sportback genannte Fünftürer hatte seit Produktionsbeginn (und damit vor dem Facelift des 8P) den Singleframe-Grill und das Lenkrad im Singleframe-Design.
Im Frühjahr 2008 gab es ein erstes Facelift für den Sportback, wobei er serienmäßiges Tagfahrlicht erhielt. Im Sommer 2010 wurden weitere Detailveränderungen durchgeführt, wie Türgriffe mit Chromstrebe oder eine in die Frontschürze integrierte Aluminiumleiste.

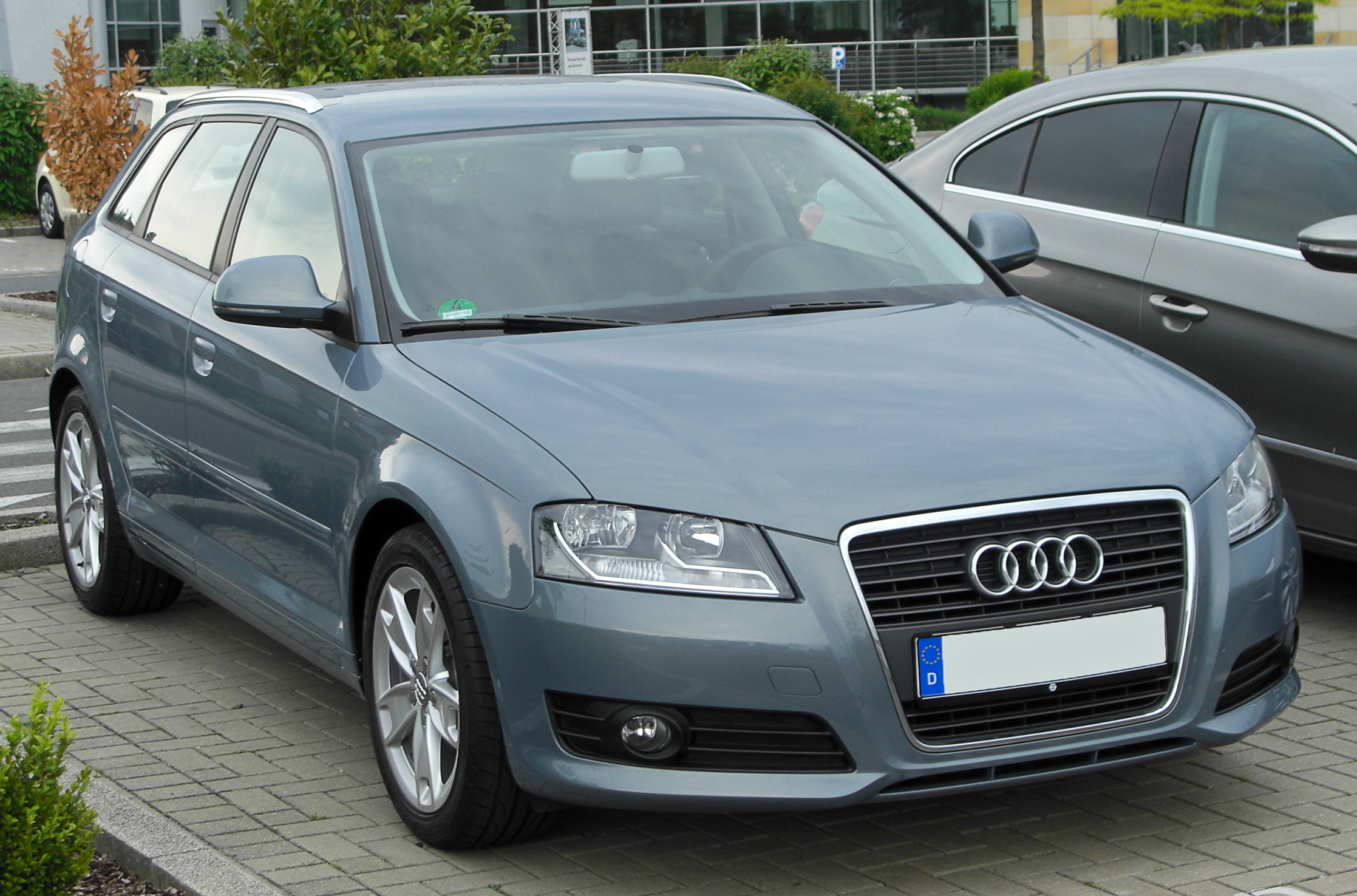
Audi A3 Sportback (2008–2010)
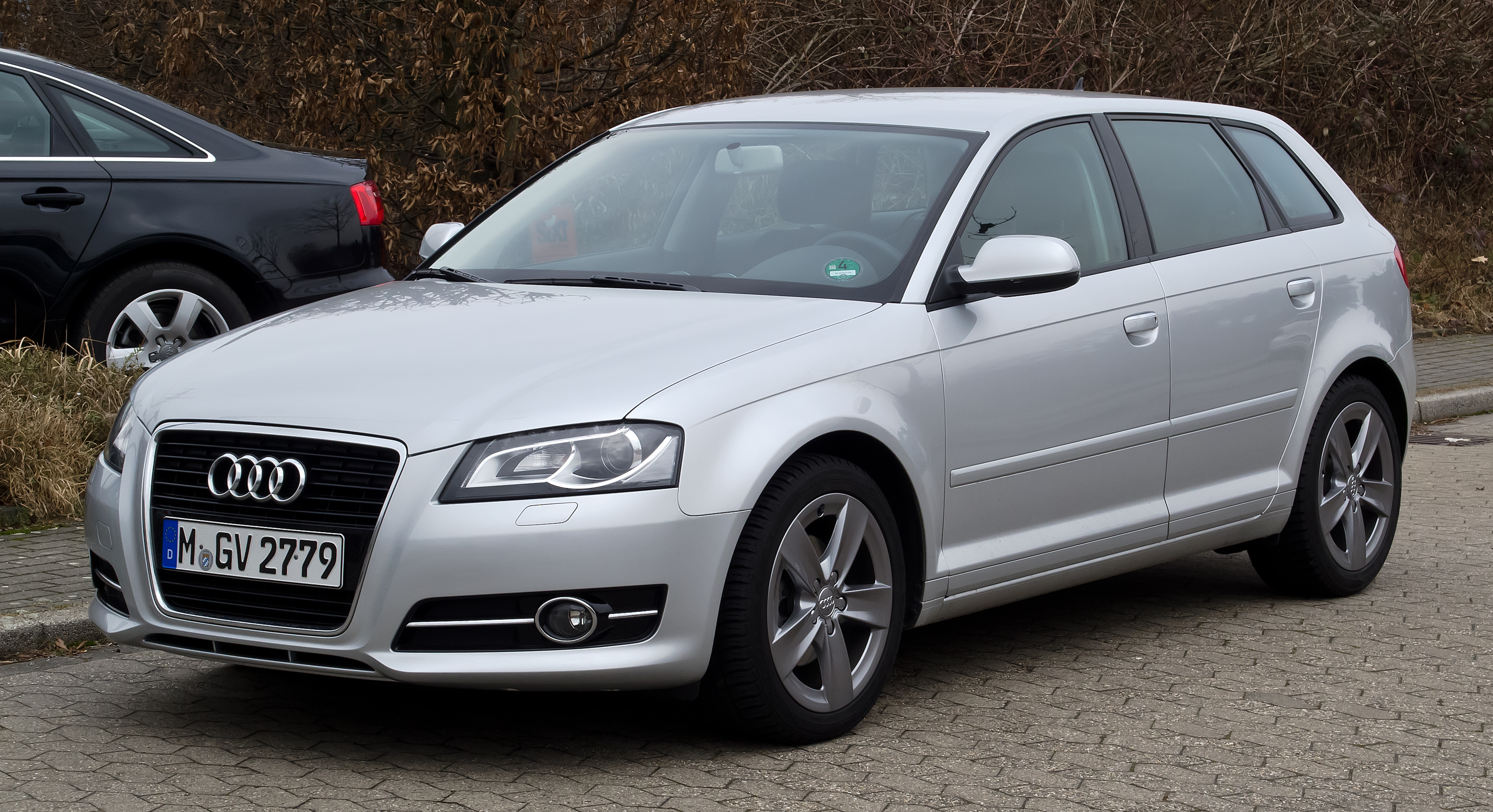
Audi A3 Sportback (2010–2012)
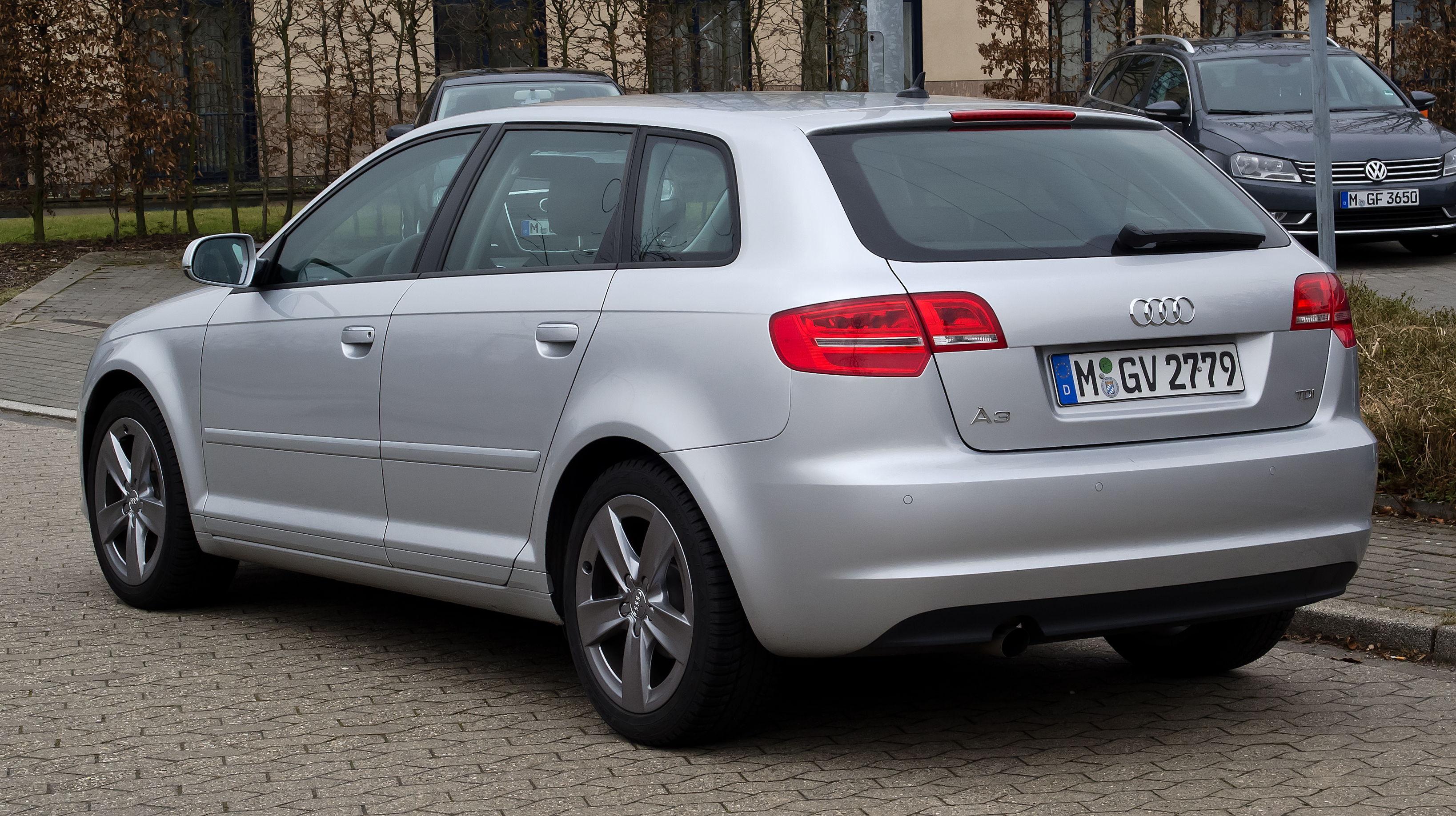
Heckansicht

## Auszeichnungen
- 2009: Top Safety Pick 2010[13]

## Ausstattungsvarianten
Die verfügbaren Ausstattungslinien orientieren sich sowohl hinsichtlich des Namens als auch bezüglich der jeweiligen Merkmale am Vorgängermodell. So gibt es wiederum ein Basismodell namens Attraction, eine sportlichere Ausstattungsvariante Ambition, ein Komfortmodell Ambiente und eine sportbetonte S line, die nur in Kombination mit Ambition möglich ist.
Attraction
Das Basismodell hat 6,5J x 16″-Stahlräder. Lenkrad umschäumt im 4-Speichen-Design, normale Sitze mit Sitzbezügen in Stoff.
Ambition
Bei Ambition sind 225 mm breite Reifen auf 7,5J x 17″-Aluminiumrädern im 5-Arm-Design montiert, die Karosserie ist um 15 mm tiefergelegt. Ferner enthält diese Ausstattung sportliche Accessoires im Innenraum wie Sportsitze vorn, 3-Speichen-Sportlenkrad mit Schalthebelknauf, Manschette und Handbremsgriff in Leder sowie Einstiegsleisten mit Aluminiumeinlagen.
Ambiente
Die Variante Ambiente hat 6,5J x 16″-Aluminiumräder im 7-Arm-Design und ist mit Lederlenkrad im 4-Speichen-Design, Wurzelholz-Einlagen im Armaturenbrett, diversen zusätzlichen Ablagen, Licht-/Regensensor sowie Tempomat ausgestattet.
S line
Die Ausstattung S line gibt es in zwei Varianten:
Im S line Sportpaket Plus sind enthalten Ledersitze, spezielle Aluräder, ein schwarzer Dachhimmel und ein härteres Fahrwerk, mit um 25 mm statt 15 mm tiefergelegter Karosserie. Außerdem ist der Schriftzug „S line“ an Lenkrad, Seitenschutzleisten, Einstiegsleiste und Kühlergrill (bis zum Facelift im April 2008) angebracht.
Das S line Exterieurpaket sieht lediglich sportlich aus, was sich vor allem durch entsprechende Schriftzüge „S line“ und verschiedene Spoiler am Wagen ausdrückt.

## Kindersicherheit
Hinten ist für zwei Kindersitze genügend Platz vorhanden. Isofix-Halterungen auf den Außensitzen der Rückbank gehören zur Serienausstattung. Für den Beifahrersitz kosten Isofix-Halterung und abschaltbarer Airbag Aufpreis.

## Neuzulassungen
Neuzulassungen in Deutschland
 einschließlich Audi S3 und Audi RS3:
| Jahr | Anzahl |
| ---- | ------ |
| 2011 | 53.801 |
| 2010 | 63.466 |
| 2009 | 72.238 |
| 2007 | 70.517 |
| 2006 | 77.044 |

## Montage außerhalb Europas
Außerhalb Europas wurde der A3 Sportback von Audi Senna in Curitiba endmontiert. Dort wurden von Dezember 2012 bis März 2013 die letzten Einheiten via CKD-Bausätze aus deutscher Produktion zusammengebaut. Die Einheiten waren für die Märkte Argentinien, Brasilien und China bestimmt, wo die alte Generation noch eine hohe Nachfrage erfuhr.
Von Shanghai Volkswagen wurde der A3 technisch überarbeitet. Während die ersten Fahrzeuge im Spätjahr 2012 als Škoda Sportback auf den chinesischen Straßen getestet wurden, ging das Modell nach einer optischen Auffrischung im Mai 2013 unter dem Namen VW Gran Lavida in Serienproduktion. Er sollte jedoch nicht mit dem gewöhnlichen VW Lavida verwechselt werden, der selbst dem VW Jetta VI entspricht.